# Wybory do Parlamentu Europejskiego na Cyprze w 2019 roku
Wybory do Parlamentu Europejskiego IX kadencji na Cyprze zostały przeprowadzone 26 maja 2019 roku. Cypryjczycy wybrali 6 eurodeputowanych. Frekwencja wyniosła 44.99%.

## Wyniki wyborów
|  | Partia                               | Grupa w PE | Mandaty | Zmiana | % głosów | Zmiana |
|  | ------------------------------------ | ---------- | ------- | ------ | -------- | ------ |
|  | Zgromadzenie Demokratyczne           | EPP        | 2       |        | 29,02    | 8,73   |
|  | Postępowa Partia Ludzi Pracy         | GUE/NGL    | 2       |        | 27,49    | 0,51   |
|  | Partia Demokratyczna                 | S&D        | 1       |        | 13,80    | 2,97   |
|  | Ruch na rzecz Socjaldemokracji       | S&D        | 1       |        | 10,58    | 2,90   |
|  | Narodowy Front Ludowy                | brak       | 0       |        | 8,25     | 5,55   |
|  | Sojusz Demokratyczny                 | brak       | 0       |        | 3,80     | 3,80   |
|  | Kinima Ikologon – Sinergasia Politon | G/EFA      | 0       |        | 3,29     | 3,29   |
|  | Inni                                 |            | 0       |        | 3,77     |        |
|  | Łącznie                              |            | 6       |        | 100.0    |        |

## Źródła
- Wyniki wyborów europejskich 2019r. [dostęp 2019-06-21]. (pol.).